# Stemma delle Isole Vergini Britanniche
Lo stemma delle Isole Vergini Britanniche fu adottato nel 1960.
Esso consiste in uno scudo di colore verde con al suo interno il disegno di una donna vestita di bianco presa di profilo mentre sorregge una lampada dorata, con altre 11 lampade identiche che la circondano. Si tratta di una rappresentazione di Sant'Orsola, una santa cristiana che avrebbe camminato in pellegrinaggio per tutta l'Europa insieme a 11.000 servitrici vergini.
Quando Cristoforo Colombo avvistò le isole nel 1493, si narra che le stesse isole gli ricordarono la storia di Sant'Orsola, ed è per questa ragione che furono chiamate Isole Vergini. Ciascuna delle lampade dorate, esclusa quella che tiene in mano Sant'Orsola, rappresenta mille delle servitrici vergini che seguirono la santa.
Sotto allo scudo è posto un nastro di colore giallo con la dicitura Vigilate (che in inglese significa "Vigilare" ma anche l'imperativo "Vigila" o "Vigilate").